# Slavko Ištvanić
Slavko Ištvanić (Čučerje kod Zagreba, 12. srpnja 1966.) hrvatski nogometaš i trener. Igrao je na poziciji obrambenog igrača. 
Odigrao je 507 utakmica za Dinamo Zagreb, od čega preko 200 utakmica u 1. HNL. S Dinamom je osvojio naslov 1. HNL 1992./93.
Za Hrvatsku je odigrao tri utakmice.
Do svibnja je bio trener Radnika iz Sesveta, a onda je nakon poraza od Dubrave podnio ostavku i nakon tri godine prekinuo suradnju.

## Priznanja

### Klupska
- 1. HNL
  - Prvak (1): 1992./93.

- Kup maršala Tita
  - Finalist (1): 1984./85.

## Vanjske poveznice
- National Football Teams (en.)
- Udruga navijača NK Dinamo - Orahovica  Arhivirana inačica izvorne stranice od 4. ožujka 2016. (Wayback Machine) Dinamove legende